# Arthur Jopp
Arthur Jopp (* 27. September 1902 in Wanne-Eickel ; † 1. April 1990 in Ost-Berlin) war ein deutscher Schauspieler und Regisseur.

## Leben
Seine künstlerische Laufbahn begann er an der Folkwangschule in Essen. Danach war er Schauspieler und Regisseur in Danzig und Coburg. 1948 kam er nach Plauen als Nachfolger von Heinz-Wolfgang Wolff (1907–1990) und war dort als Intendant am Theater Plauen tätig. Sein Engagement dauerte jedoch nur bis 1950. Vermutlich waren Diskrepanzen zwischen finanziellen Forderungen des Stadtrates und seinen künstlerischen Ambitionen der Grund dafür. Anschließend wurde er  Schauspieler, Spielleiter und Schauspieldirektor an den Städtischen Bühnen Leipzig. Dort weihte er unter anderem am 1. März 1957 das neue Schauspielhaus mit der Aufführung von Friedrich Schillers Wallenstein ein. Des Weiteren trat er als Schauspieler am Maxim-Gorki-Theater in Heiner und Inge Müllers „Die Lohndrücker“ und „Die Korrektur“ auf. Über 25 Jahre lang gehörte er danach zum Schauspieler-Ensemble des Fernsehens der DDR.

## Filmografie
- 1955: Ernst Thälmann – Führer seiner Klasse
- 1958: Weimarer Pitaval: Der Fall Saffran (Fernsehreihe)
- 1959: Weimarer Pitaval: Der Fall Harry Domela
- 1960: Fernsehpitaval: Der Fall Haarmann (Fernsehreihe)
- 1960: Fernsehpitaval: Der Fall Hoefle
- 1960: Fernsehpitaval: Der Fall Dibelius – Schnoor
- 1961: Gewissen in Aufruhr (Fernsehfilm, fünf Teile)
- 1961: Der Ermordete greift ein (Fernsehfilm, fünf Teile)
- 1962: Freispruch mangels Beweises
- 1963: Bonner Pitaval: Die Affäre Heyde-Sawade (Fernsehreihe)
- 1963: Blaulicht: Wunder wiederholen sich nicht (Fernsehreihe)
- 1964: Der Mann mit der Maske
- 1965: Solange Leben in mir ist
- 1965: Wenn du groß bist, lieber Adam
- 1965: Lots Weib
- 1966: Die Jagdgesellschaft (Fernsehfilm)
- 1966: Pitaval des Kaiserreiches: Die Ermordung des Rittmeisters von Krosigk
- 1967: Meine Freundin Sybille
- 1968: Abschied
- 1970: Jeder stirbt für sich allein (Fernsehfilm, 3 Teile)
- 1970: Botschafter morden nicht (Fernsehfilm, 3 Teile)
- 1972: Die Bilder des Zeugen Schattmann (Fernsehfilm, vier Teile)
- 1972: Trotz alledem!
- 1973: Das zweite Leben des Friedrich Wilhelm Georg Platow
- 1973: Polizeiruf 110: Der Ring mit dem blauen Saphir (Fernsehreihe)
- 1974: Die Frauen der Wardins (Fernseh-Dreiteiler)
- 1976: Polizeiruf 110: Bitte zahlen
- 1977: Drei Töchter – Armer Vater (Fernsehfilm)
- 1978: Scharnhorst (Fernsehfilm, fünf Teile)
- 1980: Polizeiruf 110: Vergeltung?
- 1981: Polizeiruf 110: Der Teufel hat den Schnaps gemacht
- 1983: Polizeiruf 110: Es ist nicht immer Sonnenschein

## Theater (Regie)
- 1952: Romain Rolland: Robespierre – (Leipziger Städtisches Schauspielhaus)
- 1957: Friedrich Schiller: Wallenstein – (Leipziger Schauspielhaus)
- 1957: Jean Anouilh: Jeanne oder Die Lerche – (Leipziger Schauspielhaus)
- 1958: Bertolt Brecht: Der gute Mensch von Sezuan – (Leipziger Schauspielhaus)

## Theater (Darsteller)
- 1953: Friedrich Wolf: Der arme Konrad (Arnold) – Regie: Frithjof Rüde (Städtische Bühnen Leipzig)
- 1956: Walter Gilbricht: Das Amerika Abraham Lincolns (Abraham Lincoln) – Regie: Ludwig Friedrich (Städtische Bühnen Leipzig)
- 1958: Heiner Müller/Inge Müller: Der Lohndrücker – Regie: Hans Dieter Mäde (Maxim-Gorki-Theater Berlin)
- 1958: Heiner Müller/Inge Müller: Die Korrektur – Regie: Hans Dieter Mäde (Maxim-Gorki-Theater Berlin)

## Auszeichnungen
- 1954: Vaterländischer Verdienstorden in Bronze